# Джелонг
Джело́нг (Джило́нг, Джи́лонг; англ. Geelong [dʒəˈlɒŋ], [dʒiˈlɒŋ], [dʒiːˈlɒŋ]) — портовый город в австралийском штате Виктория, расположенный в бухте Корио на месте впадания в неё реки Баруон (западная часть залива Порт-Филлип). С населением 191 440 человек (2016) является вторым по величине городом штата и расположен в 75 километрах к юго-западу от его столицы Мельбурна. Один из крупнейших провинциальных городов Австралии.
Джилонг получил своё имя в 1837 году от губернатора Ричарда Бурка (англ. Richard Burke) по названию региона, данному аборигенами, — Jillong, что значит «долина» или «склоны».
В Джилонге также находятся Гимназия Джилонга и Geelong College — две из самых дорогих школ в Австралии.

### Город и пригороды
В Джилонге более 60 пригородов, в том числе следующие:
Анаки, Армстронг-Крик, Авалон, Баллианг, Барвон-Хедс, Бейтсфорд, Белл Парк, Белл-Пост-Хилл, Белларин, Бельмонт, Брейкуотер, Бремьли, Сирис, Шарльмонт, Клифтон-Спрингс, Коннаворри, Корайоу, Керлуйс, Драмкондра, Драйздейл, Ист-Джилонг, Файансфорд, Джилонг, Джилонг-Уэст, Гроувдейл, Хамлен-Хайц, Херн-Хилл, Хайтон, Инденьтед-Хед, Лара, Леопольд, Литл-Ривер, Лавли-Бэнкс, Манифолд-Хайц, Маннерим, Маркес-Хилл, Маршалл, Мулап, Мурабул, Маунт-Данид, Ньюкомб, Ньютаун, Норлейн, Норт-Джилонг, Норт-Шор, Оушен-Гроув, Пойнт-Лонздейл, Пойнт-Уилсон, Портарлингтон, Куинсклифф, Рипплсайд, Саут-Джилонг, Сент-Олбанс-Парк, Сейнт-Ленрдс, Стотен-Вейл, Суон-Бэй, Томсон, Уоллингтон, Вондана-Хайц, Уорн-Пондз и Уиттингтон.

## Климат
| Показатель                                | Янв. | Фев. | Март | Апр. | Май  | Июнь | Июль | Авг. | Сен. | Окт. | Нояб. | Дек. | Год   |
| ----------------------------------------- | ---- | ---- | ---- | ---- | ---- | ---- | ---- | ---- | ---- | ---- | ----- | ---- | ----- |
| Абсолютный максимум, °C                   | 45,3 | 47,4 | 41,5 | 34,8 | 27,6 | 23,4 | 20,5 | 25,8 | 29,6 | 37,1 | 37,3  | 43,1 | 47,4  |
| Средний суточный максимум, °C             | 24,5 | 24,8 | 23,1 | 20,2 | 17,0 | 14,5 | 13,9 | 15,0 | 16,5 | 18,6 | 20,7  | 22,7 | 19,3  |
| Средняя температура, °C                   | 18,3 | 18,2 | 16,4 | 14,7 | 11,9 | 9,3  | 8,7  | 9,8  | 11,9 | 13,8 | 15,3  | 17,0 | 13,8  |
| Средний суточный минимум, °C              | 12,9 | 13,6 | 12,0 | 9,5  | 7,8  | 5,9  | 5,4  | 5,8  | 6,6  | 7,6  | 9,5   | 10,9 | 9,0   |
| Абсолютный минимум, °C                    | 4,5  | 5,8  | 3,4  | 1,4  | 0,0  | −3,7 | −4,3 | −2,1 | 0,6  | 0,6  | 2,6   | 3,3  | −4,3  |
| Норма осадков, мм                         | 37,3 | 31,5 | 32,0 | 45,2 | 46,5 | 42,2 | 49,2 | 49,1 | 49,7 | 51,3 | 52,8  | 40,1 | 527,1 |
| Источник: Австралийское бюро метеорологии |      |      |      |      |      |      |      |      |      |      |       |      |       |

## Известные уроженцы и жители
- Роберт Ингпен (род. 1936) — австралийский художник-иллюстратор, писатель и эколог.

## Галерея

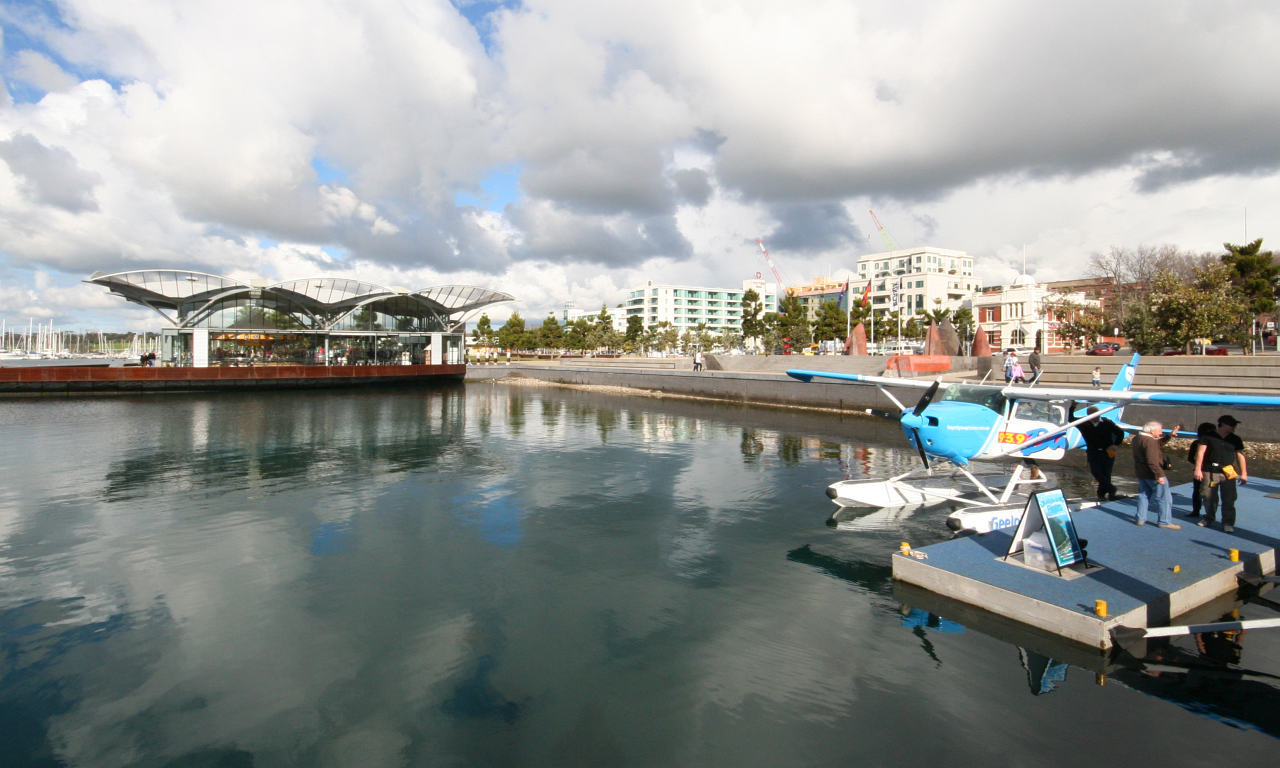
Одна из туристических достопримечательностей Джелонга — Waterfront Geelong
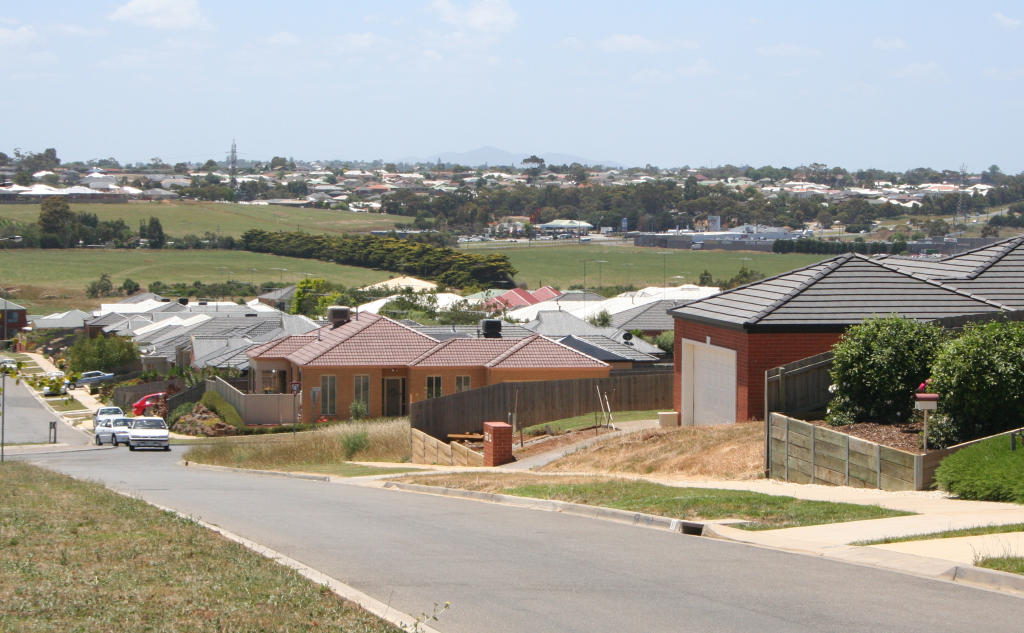
Вид развивающейся южной окраины
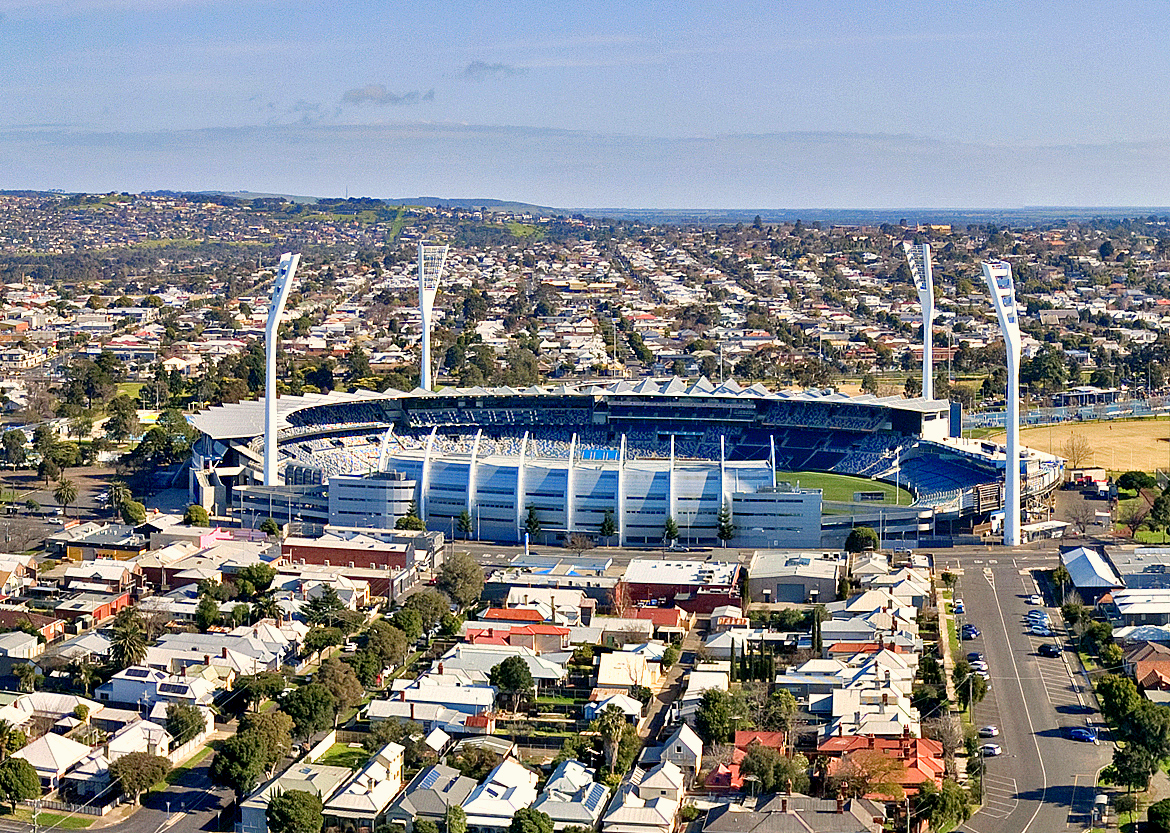
Стадион Kardinia Park